# Kalekone Film
 Kalekone Film GmbH (Eigenschreibweise kalekone film gmbh) ist eine Filmproduktionsgesellschaft in München. Geschäftsführerinnen sind die Produzentinnen Katharina Kolleczek und Lea Neu.

## Geschichte
Kolleczek und Neu studierten von 2017 bis 2021 zusammen Produktion und Medienwirtschaft an der Hochschule für Fernsehen und Film München. Vor der HFF absolvierte Kolleczek einen  Bachelorabschluss in Kommunikationswissenschaft und Neu in IT-Management. 
2023 brachten sie ihre ersten beiden Langspielfilme Dead Girls Dancing und Bulldog ins Kino. Ihr Film Dead Girls Dancing (Regie Anna Roller) feierte eine geteilte Weltpremiere auf dem Tribeca Film Festival und dem Filmfest München. Dead Girls Dancing war nominiert für den Förderpreis Neues Deutsches Kino in den Kategorien Regie, Produzentische Leistung, Drehbuch und Schauspielerische Leistung. Bulldog (Regie André Szardenings) feierte seine Weltpremiere beim Filmfestival Max Ophüls Preis und war nominiert für den Preis der deutschen Filmkritik in der Kategorie Bester Debütfilm sowie den First Steps Award.

## Filmografie (Auswahl)
- 2020: Curfew Calls, Webserie auf Instagram[4]
- 2021: Door of Return (Kurzfilm)
- 2022: Bulldog (Feature Film)
- 2023: Dead Girls Dancing (Feature Film)

## Auszeichnungen
- 2021: Der Kurzfilm Door of Return (Regie: Kokutekeleza Musebeni und Anna Zhukovets) gewann den Deutschen Nachwuchsfilmpreis beim Up-and-coming Filmfest in Hannover.[5]
- 2024: kalekone film gewann auf der Berlinale den mit 60.000 € dotierten Nachwuchsproduzent:innenpreis 2023 der Verwertungsgesellschaft für Nutzungsrechte an Filmwerken für Dead Girls Dancing.[6]